# Illuminate
『Illuminate』は日本のインストゥルメンタル・ロックバンド、LITEの3枚目のミニ・アルバムである。
バンド自身のレーベルからのリリースの第2弾となる今作は前作同様にアメリカでのレコーディングを敢行。プロデュース、エンジニアに音響系/ポストロックの巨匠で、トータス、シー・アンド・ケイクのジョン・マッケンタイアを迎えての意欲作。彼と共作の様に作り上げたサウンドは、シンセサイザーやサンプリングと、今回から新たに導入したパーカッションやコーラスなどのサウンドスケープとともに、細部にまで融合を果たし、もはやジャンルを越えた進化を辿り、新たな形で提示したインストゥルメンタルバンドの可能性を広げる作品となっている。

## 収録曲
1. Drops
2. Image Game
3. On The Mountain Path
4. Andromeda
5. 100 Million Rainbows